# Kościół Świętej Trójcy w Złotym Stoku
Kościół Świętej Trójcy w Złotym Stoku – rzymskokatolicki kościół cmentarny należący do parafii Niepokalanego Poczęcia Najświętszej Maryi Panny w Złotym Stoku.
Kościół wpisany jest do rejestru zabytków jako część zespołu cmentarza ewangelickiego, ul. 3 Maja: kościół cmentarny pw. Świętej Trójcy, 1583, XVII, XVIII, nr rej.: A/5197/1352/WŁ z 26.09.1991

## Historia
Świątynia została ufundowana przez złotostockiego patrycjusza Hansa Kirchpauera w 1583 roku. Był on ewangelikiem, ostatnim zarządcą kopalni Fuggerów. Kościół został zbudowany dla ludności katolickiej będącej w owym czasie w mniejszości. W 1802 roku do świątyni została dobudowana kostnica. Środki finansowe na jej dobudowanie pochodziły z zapisu, jaki znalazł się w testamencie tutejszej handlarki Rosine Großmannin. W pomieszczeniu tym do dnia pogrzebu miały być przechowywane osoby uważane za „pozornie” zmarłe. Od tego czasu świątynia była nazywana kaplicą cmentarną. W 1869 roku został przeprowadzony remont świątyni i z tego właśnie czasu pochodziła mała wieżyczka w której był zawieszony dzwon. Po II wojnie światowej na mocy tzw. dekretu Bieruta, kościół przeszedł na własność państwa. W 2010 roku został wyremontowany dach świątyni. W dniu 28 sierpnia 2015 roku został podpisany akt notarialny na mocy którego kościół prawomocnie stał się własnością rzymskokatolickiej parafii Niepokalanego Poczęcia Najświętszej Maryi Panny w Złotym Stoku.

## Architektura
Obecny wygląd świątyni jest skromny. Jest to murowany, otynkowany kościół salowy, zamknięty od strony wschodniej trójbocznie. Przy korpusie znajdują się dobudówki: od strony północnej zakrystia, od strony południowej kruchta, od strony zachodniej dość obszerny przedsionek obejmujący całą szerokość. Wnętrze nakryte jest płaskim stropem z wzdłużnym podciągiem na osi; w przedsionku zachodnim jest umieszczony strop belkowy, w przybudówkach z lewej i prawej strony korpusu znajdują się sklepienia krzyżowe. Wnętrze jest oświetlone przez dość duże okna ostrołukowe w obramieniach kamiennych, w stylu neogotyckim. Spośród detali można wyróżnić drewniane obramienie wejścia do zakrystii z nadprożem o dekoracji roślinnej z datą „1691” i literami „G U”. Ta sama data jest umieszczona na jednym z dwóch słupów podpierających chór muzyczny. Obecny ołtarz w stylu rokokowym został wykonany w drugiej połowie XVIII wieku, a obraz do niego został namalowany w 1878 roku.